# Šmarkež
Šmarkež (nemško St. Marxen) je naselje v Občini Škocjan v Podjuni v Okraju Velikovec na Koroškem v Avstriji.